# محوطه شماره ۴ بمپور
محوطه شماره ۴ بمپور مربوط به دوره اشکانیان - دوره ساسانیان است و در شهرستان ایرانشهر، بخش بمپور، دهستان بمپور غربی، روستای سیدآباد، شرق پل سیدآباد، حاشیه راست رودخانه بمپور واقع شده و این اثر در تاریخ ۱۵ اسفند ۱۳۸۵ با شمارهٔ ثبت ۱۷۹۵۳ به‌عنوان یکی از آثار ملی ایران به ثبت رسیده است.